# Srpska Open 2023
Il Srpska Open 2023 è stato un torneo di tennis giocato sulla terra rossa. Si è trattata della 1ª edizione del torneo facente parte dell'ATP Tour 250 nell'ambito dell'ATP Tour 2023. Si è giocato al National Tennis Center Complex in Mladen Stojanović Park di Banja Luka, in Bosnia ed Erzegovina, dal 17 al 23 aprile 2023.

## Partecipanti al singolare

### Teste di serie
| Nazionalità | Giocatore         | Ranking | Testa di serie* |
| ----------- | ----------------- | ------- | --------------- |
| Serbia      | Novak Đoković     | 1       | 1               |
|             | Andrej Rublëv     | 6       | 2               |
| Croazia     | Borna Ćorić       | 20      | 3               |
| Serbia      | Miomir Kecmanović | 34      | 4               |
| Paesi Bassi | Tallon Griekspoor | 35      | 5               |
| Rep. Ceca   | Jiří Lehečka      | 42      | 6               |
| Francia     | Richard Gasquet   | 43      | 7               |
| Francia     | Grégoire Barrère  | 57      | 8               |

* Ranking al 10 aprile 2023.

#### Altri partecipanti
I seguenti giocatori hanno ricevuto una wildcard per il tabellone principale:
- Damir Džumhur
- Hamad Međedović
- Gaël Monfils

I seguenti giocatori sono entrati nel tabellone principale passando dalle qualificazioni:

- Radu Albot
- Dino Prižmić
- Abedallah Shelbayh
- Elias Ymer

Il seguente giocatore è entrato in tabellone come lucky loser:
- Liam Broady

#### Ritiri
Prima del torneo
- Benjamin Bonzi → sostituito da  Hugo Gaston
- Marco Cecchinato → sostituito da  Liam Broady
- Fabio Fognini → sostituito da  Tarō Daniel

## Partecipanti al doppio

### Teste di serie
| Nazione     | Giocatore          | Nazione       | Giovatore     | Ranking* | Testa di serie |
| ----------- | ------------------ | ------------- | ------------- | -------- | -------------- |
| Regno Unito | Jamie Murray       | Nuova Zelanda | Michael Venus | 44       | 1              |
| Belgio      | Sander Gillé       | Belgio        | Joran Vliegen | 89       | 2              |
| Francia     | Sadio Doumbia      | Francia       | Fabien Reboul | 101      | 3              |
| Colombia    | Nicolás Barrientos | Uruguay       | Ariel Behar   | 113      | 4              |

* Ranking al 10 aprile 2023.

### Altri partecipanti
Le seguenti coppie di giocatori hanno ricevuto una wildcard per il tabellone principale:
- Marco Cecchinato /  Nenad Zimonjić
- Ivan Sabanov /  Matej Sabanov

Le seguenti coppie di giocatori sono entrate in tabellone come alternate:
- Andrej Golubev /  Denys Molčanov
- Aldin Šetkić /  Jason Taylor

### Ritiri
Prima del torneo
- Tomislav Brkić /  Gonzalo Escobar → sostituiti da  Gonzalo Escobar /  Diego Hidalgo
- Marco Cecchinato /  Nenad Zimonjić → sostituiti da  Andrej Golubev /  Denys Molčanov
- Federico Coria /  Hugo Dellien → sostituiti da  Aisam-ul-Haq Qureshi /  Hunter Reese
- Andrej Rublëv /  Roman Safiullin → sostituiti da  Aldin Šetkić /  Jason Taylor

## Punti
| Evento    | V   | F   | SF | QF | 2T | 1T   | Q    | Q2   | Q1   |
| Singolare | 250 | 150 | 90 | 45 | 20 | 0    | 12   | 6    | 0    |
| Doppio    | 250 | 150 | 90 | 45 | 0  | N.D. | N.D. | N.D. | N.D. |

## Montepremi
| Evento    | V       | F       | SF      | QF      | 2T     | 1T     | Q2     | Q1     |
| Singolare | €85,605 | €49,940 | €29,355 | €17,010 | €9,880 | €6,035 | €3,020 | €1,645 |
| Doppio*   | €29,740 | €15,910 | €9,330  | €5,220  | €3,070 | N.D.   | N.D.   | N.D.   |

* per team

## Campioni

### Singolare
Dušan Lajović ha sconfitto in finale  Andrej Rublëv con il punteggio di 6-3, 4-6, 6-4.
- È il secondo titolo in carriera per Lajović, il primo della stagione.

### Doppio
Jamie Murray /  Michael Venus hanno sconfitto in finale  Francisco Cabral /  Oleksandr Nedovjesov con il punteggio di 7-5, 6-2.